# Monkey King: The Hero Is Back
Monkey King: The Hero Is Back (Xi you ji zhi da sheng gui lai) è un film d'animazione del 2015 diretto da Tian Xiao Peng.

## Trama
Sun Wukong, il Re delle Scimmie, è rimasto imprigionato in un blocco di ghiaccio per cinquecento anni per poi venire liberato improvvisamente da un piccolo bambino in cerca del suo aiuto per fare in modo che salvi il suo villaggio da alcuni mostri.

## Distribuzione
Il film è stato distribuito nelle sale cinematografiche italiane a partire dal 6 settembre 2019.